# Borssenburg

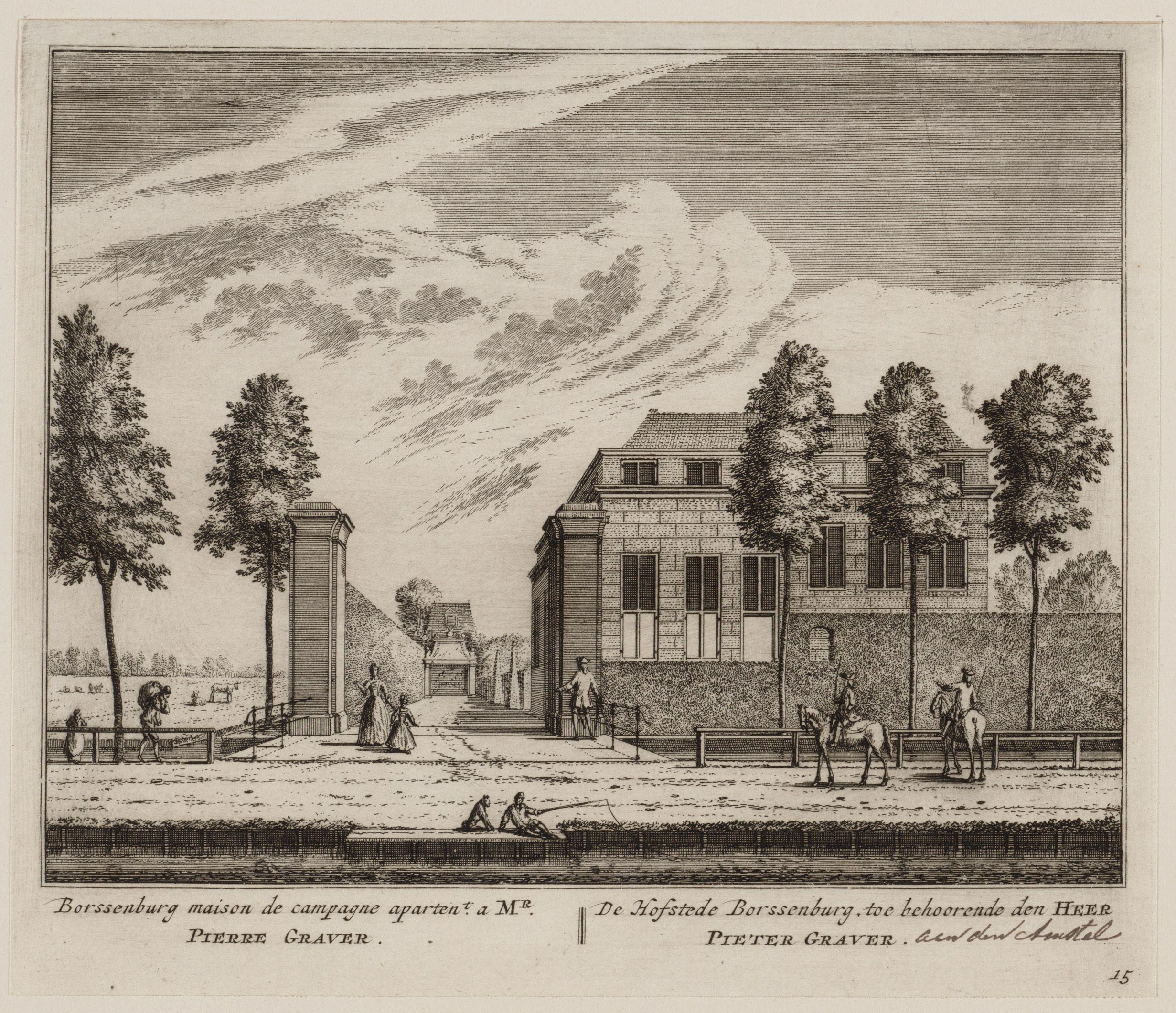
Borssenburg op een prent van Abraham Rademaker uit 1730

Borssenburg was van 1583 tot 1916 een hofstede in Amsterdam aan de Amsteldijk ter hoogte van de Saffierstraat. De nabijgelegen Borssenburgstraat in de Rivierenbuurt is naar de hofstede genoemd.